# Dell Hathaway Hymes
Dell Hathaway Hymes (ur. 7 czerwca 1927, w Portland, zm. 13 listopada 2009, w Charlottesville) – amerykański lingwista, socjolog, antropolog i folklorysta.

## Życiorys
Położył podwaliny porównawczym, etnograficznym studiom języka. Swoje badania opracował na podstawie języków wybrzeża Ameryki Zachodniej. Był jednym z pierwszych, którzy określili czwarte podciało antropologii językową antropologią zamiast antropologicznego językoznawstwa. Ta terminologiczna zmiana wzbudziła zainteresowanie i z czasem stała się niezależną dziedziną. W 1972 Dell Hymes stworzył pismo Language in Society i był jego redaktorem przez 22 lata.

## Model S-P-E-A-K-I-N-G
Hymes rozwinął model s-p-e-a-k-i-n-g by wspomóc identyfikacje i nazwanie komponentów językowej interakcji, w celu poprawnego używania języka (wymowa i zasady gramatyczne), ale również kontekstu w jakim słowa są używane.
Model składa się z szesnastu komponentów, które mogą być stosowane w wielu rodzajach dyskursu: rodzaj wiadomości, zawartość wiadomości, otoczenie, nadawca, odbiorca, publiczność, cele, kanały informacyjne, formy interakcji, formy interpretacji oraz gatunki. Skonstruował akronim SPEAKING, w którym zawarł te komponenty w 8 przedziałach:
- Otoczenie (Setting and scene), miejsce oraz czas, w którym dokonuje się akt mowy, okoliczności fizyczne,
- Uczestnicy (Participants), nadawca oraz odbiorca (publiczność),
- Zakończenia (Ends), cele i ambicje,
- Sekwencja działania (Act sequence), forma i kontekst wydarzenia,
- Klucz (Key), Wskazówki, które mają za zadanie ocenić ton głosu, maniery oraz ducha konwersacji,
- Narzędzia (Instrumentalities), formy oraz styl mowy,
- Normy (Norms), społeczne, ogólnie przyjęte reguły zachowania.
- Rodzaj (Genre), Rodzaj mowy albo wydarzenia.